# フランシーヌの場合
フランシーヌの場合（フランシーヌのばあい）は、1969年6月15日に発売された新谷のり子のデビューシングル。いまいずみあきら作詞、郷伍郎作曲。フランス語のナレーションは古賀力（つとむ）、プロデュースは飯塚恆雄。売り上げは80万枚。

## 解説
1969年3月30日の日曜日、パリの路上でフランシーヌ・ルコント（当時30歳の女性）が、ビアフラの飢餓に抗議して焼身自殺した。3月31日に朝日新聞夕刊が小さなスペースでこの外電（AFP）を載せた。CF（コマーシャルフイルム）の制作に携わり、CMソングの作曲家でもあった郷伍郎は、この記事に触発されて『フランシーヌの場合』を作詞作曲した。郷はシャンソン歌手・古賀力と新谷のり子、青山音楽事務所（代表者・青山ヨシオ）の協力を得てデモテープを製作した。その後、郷伍郎と日本コロムビアの飯塚恒雄との出会いがあり、飯塚はこのテープを聴いてから二か月後に日本コロムビア・デノンレーベルから、この曲を市場に出した。レコーディングも古賀力、新谷のり子をそのまま起用して、ドラムレスの構成を生かすなど、可能な限りデモテープのイメージを生かしている。当時は寺山修司の「天井桟敷」から生まれたカルメン・マキの『時には母のない子のように』が先行してヒットするなど和製フォークソングの全盛時代だった。『フランシーヌの場合』も大ヒットして日本のプロテストフォークの代表作となった。

## 収録曲
| #  | タイトル               | 作詞             | 作曲   | 編曲       |
| -- | ---------------------- | ---------------- | ------ | ---------- |
| 1. | 「フランシーヌの場合」 | いまいずみあきら | 郷伍郎 | テディ池谷 |
| 2. | 「帰らないパパ」       | いまいずみあきら | 郷伍郎 | テディ池谷 |